# Crevans-et-la-Chapelle-lès-Granges
Crevans-et-la-Chapelle-lès-Granges ist eine französische Gemeinde im Département Haute-Saône in der Region Bourgogne-Franche-Comté.

## Geographie
Crevans-et-la-Chapelle-lès-Granges liegt auf einer Höhe von 303 m über dem Meeresspiegel, elf Kilometer östlich von Villersexel und etwa 17 Kilometer nordwestlich der Stadt Montbéliard (Luftlinie). Das Dorf erstreckt sich in der hügeligen Landschaft im Südosten des Departements, in einem Talbecken des Flusses Scey am Nordwestfuß des Bois des Hautes Roches.
Die Fläche des 3,91 km² großen Gemeindegebiets umfasst einen Abschnitt der Hügellandschaft zwischen den Tälern von Ognon und Doubs. Der westliche Teil des Gebietes wird vom Becken von Crevans eingenommen, das durchschnittlich auf 300 m liegt und überwiegend landwirtschaftlich genutzt wird. Es wird vom Scey entwässert, der hier den Dorfbach aufnimmt und streckenweise die westliche Gemeindegrenze bildet. Nach Südosten erstreckt sich das Gemeindeareal über die Geländeterrasse von La Chapelle bis an den Hang des Höhenzuges der Hautes Roches. Dieser besteht aus einer widerstandsfähigen Kalkschicht der mittleren Jurazeit. Hier wird mit 473 m die höchste Erhebung von Crevans-et-la-Chapelle-lès-Granges erreicht.
Die Gemeinde besteht aus den beiden Ortsteilen Crevans (303 m) in der Mulde des Scey und La Chapelle (355 m) auf einer Geländeterrasse am Nordwestfuß der Hautes Roches. Nachbargemeinden von Crevans-et-la-Chapelle-lès-Granges sind Granges-le-Bourg im Norden, Saulnot im Osten, Gémonval im Süden, Belles-Fontaines im Südwesten sowie Secenans im Westen.

## Geschichte
Im Mittelalter gehörte Crevans zur Herrschaft Granges, die unter der Oberhoheit der Grafen von Montbéliard stand. Zusammen mit der Franche-Comté gelangte das Dorf mit dem Frieden von Nimwegen 1678 definitiv an Frankreich.
Im Jahr 1807 fusionierten Crevans und La Chapelle-lès-Granges zusammen mit verschiedenen weiteren Ortschaften zur Großgemeinde Granges-le-Bourg. Von dieser Großgemeinde trennte sich Crevans 1832 und erhielt seine Selbständigkeit wieder zurück. La Chapelle-lès-Granges wurde 1853 von Granges-le-Bourg abgetrennt und fusionierte mit Crevans zur Doppelgemeinde Crevans-et-la-Chapelle-lès-Granges. Seit 2000 ist Crevans-et-la-Chapelle-lès-Granges Mitglied des 33 Ortschaften umfassenden Gemeindeverbandes Pays de Villersexel.

## Sehenswürdigkeiten
Im Ortskern von Crevans befinden sich ein interessanter Rundbrunnen, der 1861 vom Architekten Grandmougin geschaffen wurde, eine Kapelle und eine Marienskulptur von Georges Oudot.

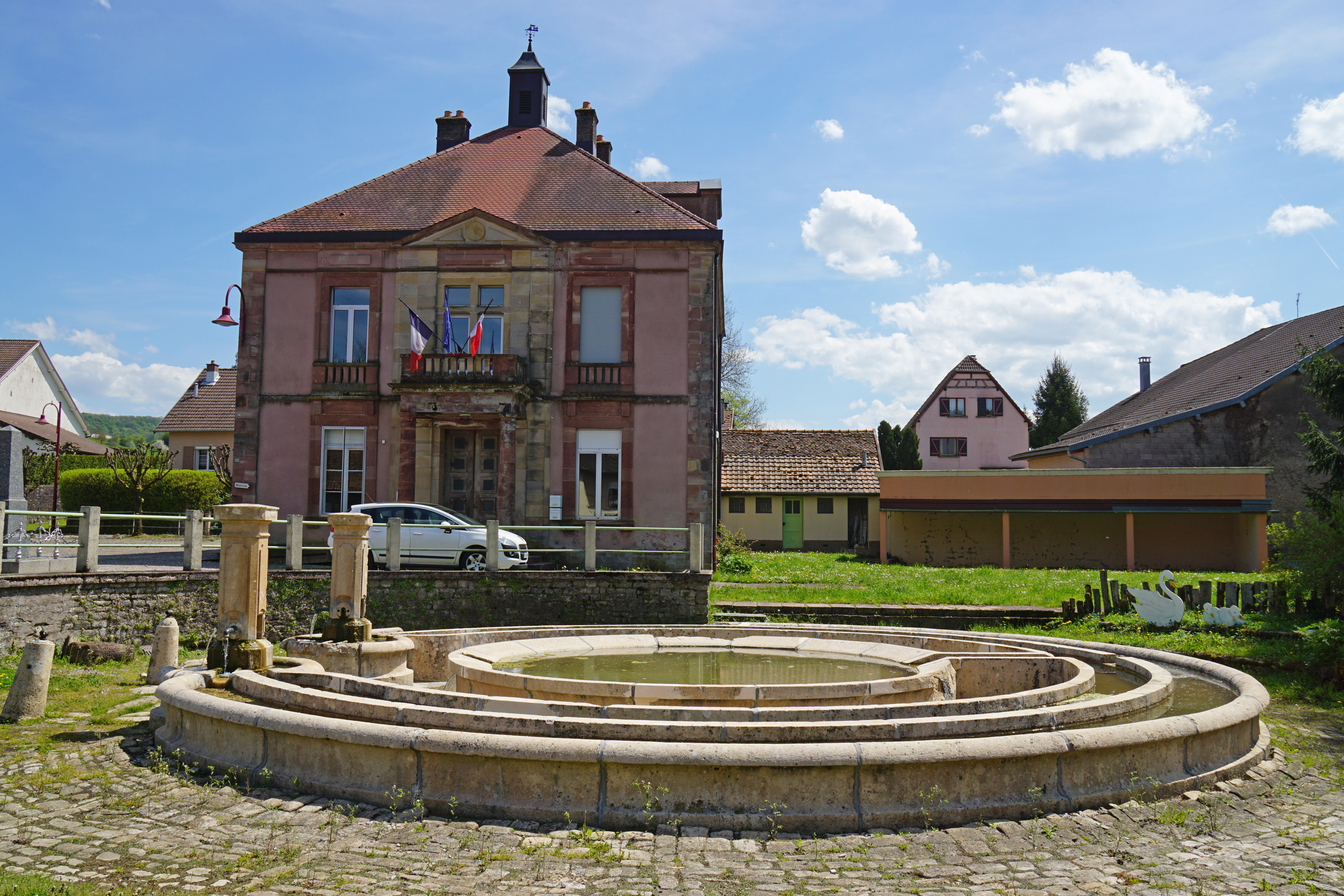
Rundbrunnen vor dem Rathaus
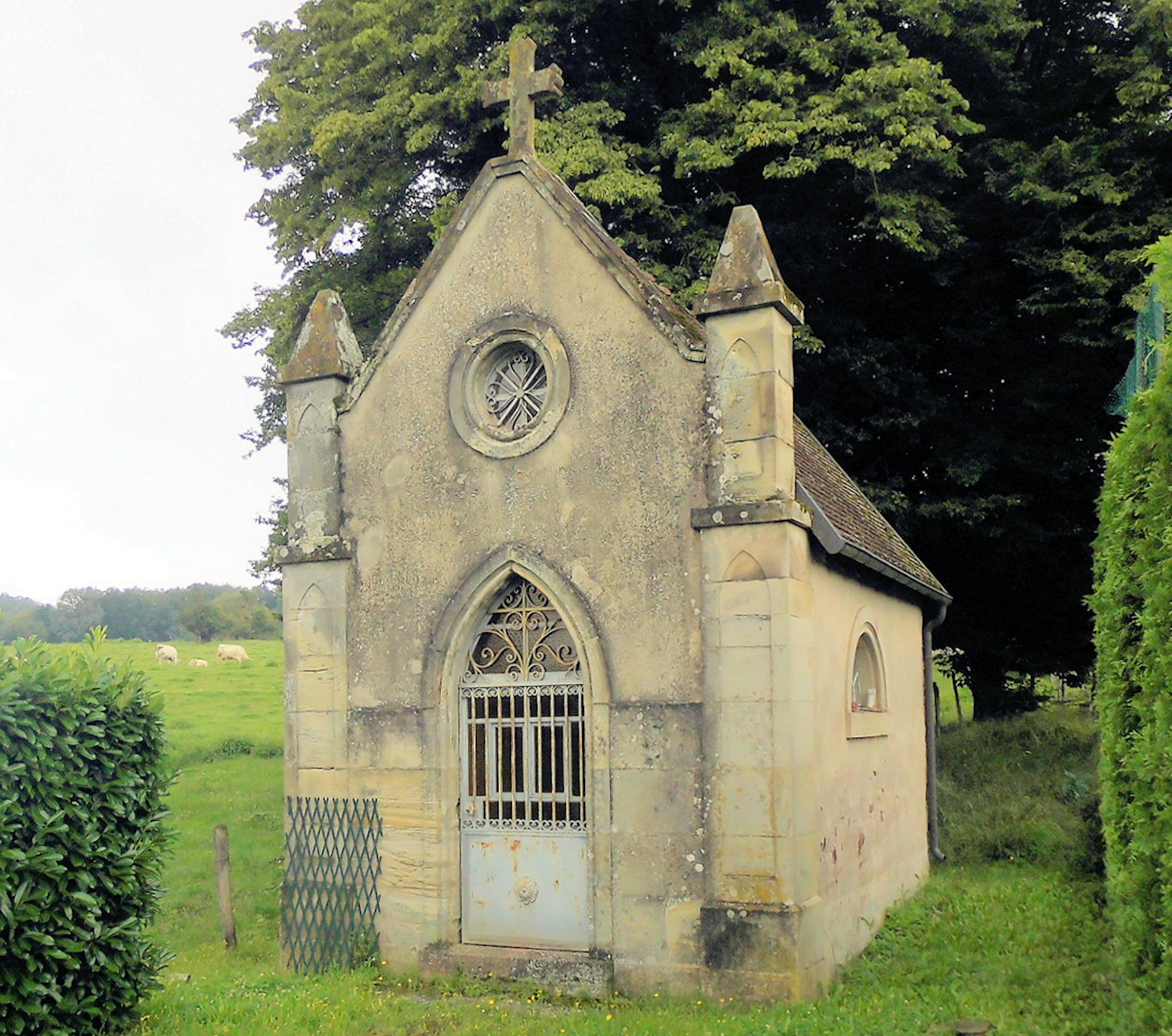
Kapelle
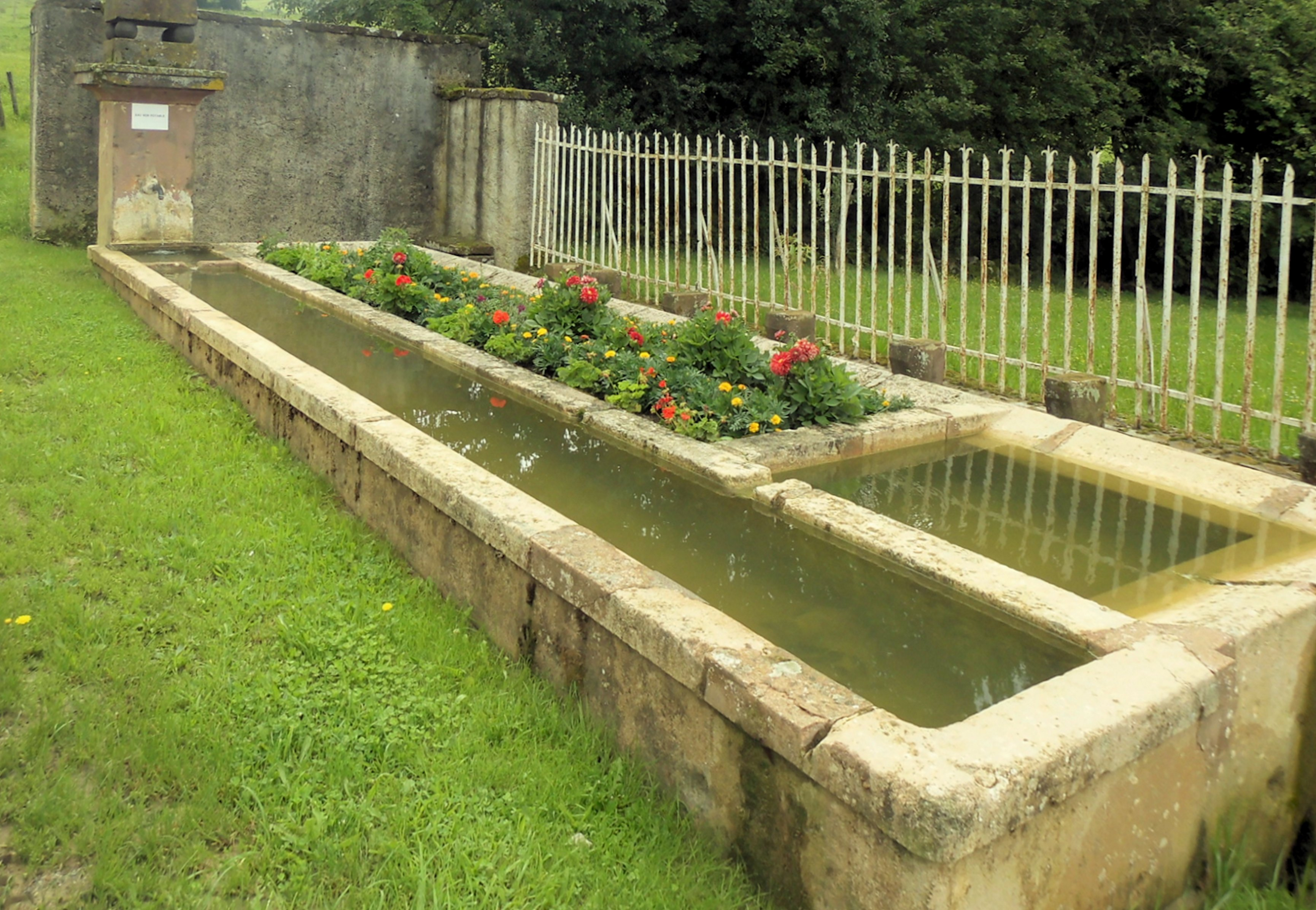
Brunnen, Waschplatz und Viehtränke im Ortsteil La Chapelle

## Bevölkerung
Mit 250 Einwohnern (1. Januar 2022) gehört Crevans-et-la-Chapelle-lès-Granges zu den kleinen Gemeinden des Départements Haute-Saône. Nachdem die Einwohnerzahl in der ersten Hälfte des 20. Jahrhunderts deutlich abgenommen hatte (1891 wurden noch 281 Personen gezählt), wurde seit Mitte der 1970er Jahre wieder ein Bevölkerungswachstum verzeichnet.
| Jahr                       | 1962 | 1968 | 1975 | 1982 | 1990 | 1999 | 2011 | 2018 |
| Einwohner                  | 163  | 165  | 163  | 214  | 257  | 236  | 248  | 263  |
| Quellen: Cassini und INSEE |      |      |      |      |      |      |      |      |

## Wirtschaft und Infrastruktur
Crevans-et-la-Chapelle-lès-Granges war bis weit ins 20. Jahrhundert hinein ein vorwiegend durch die Landwirtschaft (Ackerbau, Obstbau und Viehzucht) geprägtes Dorf. Die Wasserkraft der Bäche wurde früher für den Betrieb mehrerer Mühlen und einer Gerberei genutzt. Heute gibt es verschiedene Betriebe des lokalen Kleingewerbes. Mittlerweile hat sich das Dorf auch zu einer Wohngemeinde gewandelt. Viele Erwerbstätige sind deshalb Wegpendler, die in den größeren Ortschaften der Umgebung und im Agglomerationsraum Belfort-Montbéliard ihrer Arbeit nachgehen.
Die Ortschaft ist verkehrstechnisch gut erschlossen. Sie liegt an der Hauptstraße D9, die von Héricourt nach Villersexel führt. Weitere Straßenverbindungen bestehen mit Gémonval und Gonvillars.